# يوشيهايد أويدا
يوشيهايد أويدا (باليابانية: 上田義秀) هو لاعب رماية ياباني، ولد في 6 ديسمبر 1926.

## وصلات خارجية
- يوشيهايد أويدا على موقع أوليمبيديا (الإنجليزية)